# Svenska ortnamn i Finland
Svenska ortnamn i Finland (förkortat Sof) är en förteckning över svenska namn på orter av allmänt intresse i Finland. Ursprungligen gavs förteckningen ut i bokform, numera finns den också på webbplatsen för Institutet för de inhemska språken.
Webbförteckningen ger uppgifter om stavning och i vissa fall uttal av närmare 5 000 svenska namn på orter runtom i Finland. Förteckningen ger dessutom information om kommunal tillhörighet och eventuellt finskt parallellnamn.
En liknande förteckning gavs ut av Svenska litteratursällskapet i Finland 1897. Därefter gavs Svenska ortnamn i Finland ut 1926, 1939 och 1963 av Svenska folkpartiets centralstyrelse. Forskningscentralen för de inhemska språken gav ut skriften 1984. Den femte upplagan gavs ut av samma institution, som nu hade namnet Institutet för de inhemska språken.